# Iglesia de San Antonio Abad (Fuencaliente de La Palma)
La iglesia de San Antonio Abad, sita en el municipio palmero de Fuencaliente de La Palma (Canarias, España), presenta una construcción de un solo cuerpo de estilo canario de 22,65 m de ancho y 6,65 m de altura. 
Esta Iglesia data de 1576, como Ermita aneja a la Parroquia de Mazo. Sobre 1603 se hicieron los lienzos de la pared que antes eran de tablas, se arregló el altar y se cubrió y encaló la Ermita. En 1706 se coloca suelo de tablas “sollar”. Entre 1730 y 1734 se realizan obras de reedificación, interviniendo varios pedreros, entre ellos Domingo Crespo que realizó el arco de la puerta, esta obra de reedificación se prolongó hasta 1745. 
La Ermita se erigió en Iglesia parroquial el 29 de julio de 1832 y desde esa fecha ha quedado independiente de su matriz. Su campanario, realizado por Estanislao Duque, data de 1866. El Presbiterio tiene forma rectangular y mide 10 m de longitud por 6,65 m de ancho y los frescos de su techo fueron realizados por Ubaldo Bordanova Moreno en 1904. El techo es de cáñamo encalado, y por fuera, cabe destacar la espadaña de cantería sobre dependencias anexas al templo. 
Entre 1901 y 1904 es objeto de ampliación en la cual se aumenta desde la puerta principal hasta el coro.